# Rubondo
Rubondo ist eine Insel im tansanischen Teil des Victoriasees.

## Geographie

### Lage
Rubondo ist Teil der Region Geita und liegt im Südwesten des Victoriasees, rund 8 Kilometer von Muganza auf dem Festland entfernt. Die Insel hat eine Länge von 26 Kilometern, die Breite schwankt zwischen 3 und 10 Kilometern. Die unregelmäßige Form ergibt sich, da die Insel aus 4 vulkanischen Hügeln besteht, die mit drei flacheren Landzungen verbunden sind. Die höchste Erhebung ist der Masa-Hügel im Süden, der sich 350 Meter über die Seeoberfläche erhebt, was eine absolute Höhe von 1486 Metern ergibt. Auf der Insel gibt es keine Flüsse.

### Klima
Das Klima auf Rubondo ist mild und gemäßigt. Es gibt zwei Regenzeiten. Im November und im Dezember fallen kurze Regenschauer, von März bis Mai regnet es heftig. Die trockenste Zeit ist von Juni bis Oktober. In der kühlsten Zeit liegen die Tageswerte zwischen 15 und 20 Grad Celsius, in der Nacht kann es auf unter 0 Grad abkühlen. In der wärmsten Zeit erreichen die Tagestemperaturen 25 bis 32 Grad Celsius.

## Geschichte
Im Jahr 1965 wurde Rubondo ein Tierreservat, 1977 wurde es zum Nationalpark erklärt. Da Ende der 1960er-Jahre etwa 400 Bauern und Fischer der Zinza-Ethnie abgesiedelt wurden, gibt es heute keine Bewohner der Insel.

## Wirtschaft und Infrastruktur
Die Insel ist von Urwald mit dichtem Unterholz bedeckt. Dazwischen liegen Wiesen und auch Akazienwälder. Das Ufer im Osten hat felsige Gebiete mit Sandstränden, das westliche Ufer ist sumpfig.

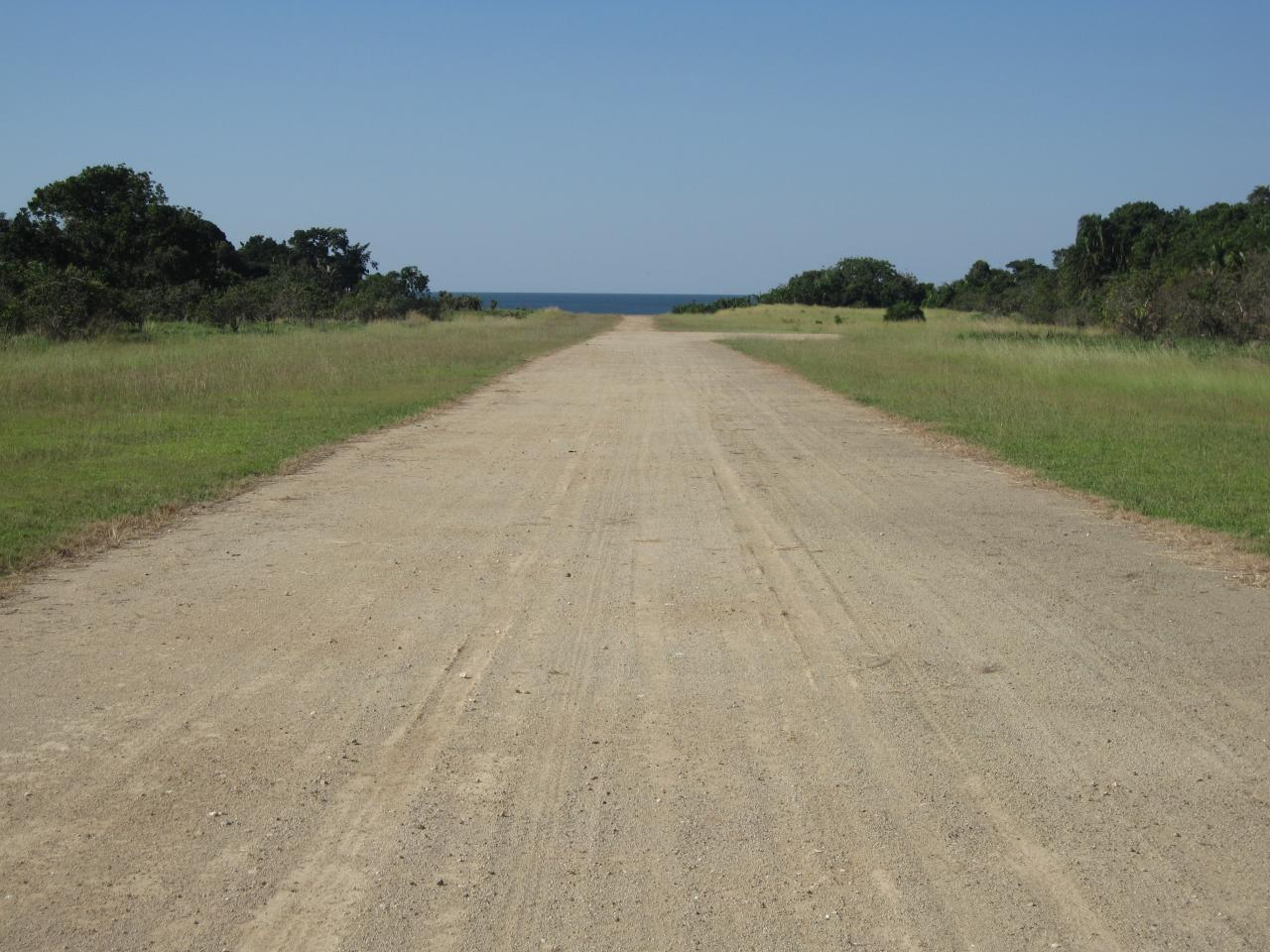
Die Landebahn in Rubondo

Erreichen kann man die Insel mit dem Boot entweder von Kasenda im Westen oder von Nkome im Südosten. Auf der Insel gibt es auch eine Landebahn, die von Coastal Aviation und Auric Air angeflogen wird.